# Depersonalizzazione
La depersonalizzazione è una forma di disturbo dissociativo, come viene considerata nel DSM-IV.
Ricorrente è la correlazione di tale disturbo con la derealizzazione, nella quale il soggetto manifesta tuttavia un'esperienza di distacco dalla realtà più che dalla propria persona.

## Eziologia
Tra le cause principali all'origine del disturbo sono comunemente indicate l'ansia e lo stress che, se presenti in quantità eccessiva, porterebbero la coscienza del soggetto a distaccarsi da sé in un meccanismo difensivo. La problematica è tuttavia riconducibile anche all'utilizzo di droghe ed altre sostanze.
Oltre ad avvertire un marcato e persistente distacco dall'Io, i soggetti affetti manifestano alcuni segni specifici:
- sensazione di essere un'entità estranea rispetto al proprio corpo;
- difficoltà nel riconoscere la propria immagine;
- avvertimento di un soffuso senso di distacco, che talvolta si riscontra nell'ambiente esterno;
- impressione di essere un automa, o spettatore della propria vita;
- difficoltà a livello di memoria e nel richiamare i propri ricordi, che talvolta non vengono riconosciuti dal soggetto.

Secondo l'associazione statunitense NAMI (National Alliance on Mental Illness) circa la metà della popolazione adulta americana ha avuto esperienze di depersonalizzazione, sia come episodi isolati che come disturbo a sé stante. Oltre agli aspetti elencati, la persona può provare una minor sensibilità sensoriale.

## Trattamento
Il trattamento di cura è direttamente ascrivibile alla causa scatenante dell'evento, che può, talvolta, essere spia di possibili malattie neurologiche (tra cui la sclerosi multipla e l'Alzheimer). È infatti comune la prescrizione di antidepressivi e del naloxone, farmaco noto per gli effetti anti-oppiacei. Non è comunque da escludere l'ipotesi che possa dipendere anche dal disturbo borderline.
Qualora i fattori alla base della patologia siano invece di natura psicologica, si ricorre solitamente all'intervento psicoterapeutico.